# 大道寺直次
大道寺 直次（日语：だいどうじ なおつぐ、1571年（元龟2年）—1651年11月23日（庆安4年10月11日）），战国时代到江户时代前期的武将。大道寺政繁的四男。母亲是遠山纲景的女儿。官位为内藏助。正室是高城胤辰的女儿。
最初仕于北条氏直。1590年小田原征伐时父亲自杀，后北条氏灭亡，便改随母姓称远山长右卫门，仕于黑田如水。随后成为丰臣秀次的家臣。秀次1595年因秀次事件自尽以后成为福岛正则的家臣，参加了关原之战并获得军功。
1619年正则被改易，不久之后成为浪人，后来又做过黑田长政、京极忠高等人的家臣，最后被德川家光招募为幕臣。恢复原姓大道寺。1651年以81岁高龄去世。